# Achtung banditi
Achtung banditi is de eerste speelfilm uit 1951 van Italiaanse regisseur Carlo Lizzani met Gina Lollobrigida in de hoofdrol. 

## Inhoud
Een groep partizanen wil de terugtrekkende Duitsers verhinderen een fabriek te vernielen. Na vele moeilijkheden slagen ze erin de fabrieksarbeiders voor hun opzet te winnen.
De film wilde de historische betekenis van het verzet in het daglicht stellen. Hij werd gefinancierd door verzetsorganisaties en persoonlijke giften.

## Rolverdeling
| Acteur              | Personage                       |
| ------------------- | ------------------------------- |
| Gina Lollobrigida   | Anna                            |
| Andrea Checchi      | Ingenieur                       |
| Lamberto Maggiorani | Marco                           |
| Vittorio Duse       | Domenico                        |
| Maria Laura Rocca   | Geliefde van de diplomaat       |
| Giuseppe Taffarel   | Commandant Vento (als Taffarel) |
| Franco Bologna      | Gatto                           |
| Pietro Tordi        | Diplomaat                       |
| Giuliano Montaldo   | Lorenzo                         |